# Метод диахронического анализа
Метод диахронического анализа или структурно-диахронный метод —  метод исторического исследования, суть которого заключается в изучении процессов истории в качестве сущностно-временных изменений исторической реальности. Данный метод предполагает разделение исторических процессов на последовательность определённых этапов, стадий или фаз, которая рассматривается в контексте хода исторических событий, что и отличает структурно-диахронный метод от синхронного, предполагающего выделение сущностно-пространственных процессов, то есть процессов вне общего исторического фона. Задача метода диахронического анализа состоит в представлении исторического развития как смены общественных систем разных уровней, а цель в выявлении закономерностей и различных тенденций в исторических процессах.
Примером применения метода диахронного анализа может выступать разделение процесса закрепощения крестьян в России на определённое количество стадий, которые рассматриваются последовательно друг за другом, где каждая вытекает из предыдущей и связана с ней, при применении метода синхронного анализа будет рассматриваться уже одна определённая стадия, выделенная из общего процесса закрепощения крестьян в России.

## История
Метод диахронного анализа сформулировал французский лингвист Мишель Бреаль, который также был основоположником науки семантики. Бреаль рассматривал семантику именно как историческую науку, для которой он и разработал вышеописанный метод.
В языкознании диахронический анализ был осознан такими лингвистами, как Иван Александрович Бодуэн де Куртенэ, Николай Вячеславович Крушевский и др.
Они полагали, что язык — это не только постоянно изменяющееся и развивающееся явление, но и целостная система, находящаяся в устойчивом состоянии. Исходя из этого, они считали, что при познании языка нужен двоякий метод: метод статического и метод исторического его рассмотрения. Так, например, И. А. Бодуэн де Куртенэ писал об отличии «закона и условий жизни звуков в состоянии языка в один данный момент (статика звуков)» от «закона и условий развития звуков во времени (динамика звуков)». На основе этого он выделял в структуре лингвистики, с одной стороны, статику — «описание и исследование того, что существует, без учёта понятия изменчивости», а с другой стороны, «историческую фонетику», констатирующую изменения в языке, и динамику, занимающуюся «исследованием и определением условий изменчивости».
Применительно к историческому исследованию понятие и характеристику «историко-диахронного» метода разработал Иван Дмитриевич Ковальченко.

## Варианты использования метода диахронного анализа
И. Д. Ковальченко выделил три варианта использования историко-диахронного метода:
1. Измерение и оценка продолжительности, частоты разных событий, что позволяет судить о количественных и качественных характеристиках процесса развития единичных объектов
2. Понимание внутренних законов развития и выделение качественных стадий изменения сложных системных объектов и процессов, то есть создание периодизации
3. Характеристика динамики исторических систем на фоне более сложной системы

Последний вариант позволяет оценить изменения в относительном режиме и направлен на выявление влияния внешних факторов на развитие изучаемого объекта, соотношение динамики одних систем с другими.